# Wire
Wire是一款由Wire Swiss開發的端到端加密通信和协作应用。它适用于IOS、Android、Microsoft Windows、MacOS、Linux以及Firefox瀏覽器等网络浏览器。

## 历史
Skype的联合创始人Janus Friis帮助创建了Wire，Wire創建之時受到了Skype的联合创始人Janus Friis的协助，许多Wire员工此前也曾在Skype工作。Wire Swiss GmbH于2014年12月3日推出了Wire应用。2015年8月，该公司在其应用中增加了群组通话功能。在2016年3月之前，Wire的消息只在客户端和公司服务器之间加密。2016年3月，该公司增加了端到端加密以及视频通话功能。2016年7月，Wire Swiss GmbH公開了Wire客户端应用的源代码。

## 中國大陸封鎖
依據GreatFire測試，其網站在中國大陸被當局的網墻封鎖，即當地網民無法正常訪問該網站，2018年2月或更早起持續遭受封鎖至今。